# Михайлівка (Жмеринський район)
Миха́йлівка — село в Україні, у Мурафській сільській громаді Жмеринського району Вінницької області. Населення становить 1563 осіб. 

## Географія
У селі бере початок Струмок Галаків, ліва притока Мурафи.

## Історія
Засноване у XVI ст. як курінь козака Михайла, у честь якого назване село. Головна вулиця - Шкільна. Працює однин навчальний заклад: Михайлівський ліцей, збудована в 1993 році. Також в селі є церква св. Михайла і РК храм св. Архангела Михаїла. 
В селі, у 1886 році займався приватною педагогічною діяльністю відомий письменник Михайло Коцюбинський. За рекомендацією друзів він вирушив у село Михайлівка Ямпільського повіту (тепер Шаргородського району), де влаштувався домашнім учителем у місцевого священника Антона Мончинського. Саме в Михайлівці письменник пережив одне з перших юнацьких захоплень: щиро покохав Марію Міхневич – сестру дружини А. Мончинського. Коцюбинський жив у сусідньому селі Лопатинці. 
На сьогоднішній день, відомим в селі став художник і поет - Коляса Іван Іванович (2 липня 1938 р. - †13 грудня 2010 р.).
Поблизу села знаходиться заповідне урочище Михайлівське.

## Відомі люди

### Народились
- Гарматюк Ганна Павлівна — Герой Соціалістичної Праці.

### Проживали
- Гончарук Антон Миколайович — голова колгоспу, Герой Соціалістичної Праці.
- Наумчак Ольга Іллінічна — Герой Соціалістичної Праці.
- Коляса Іван Іванович (1938--2010)- поет, автор трьох поетичних збірок-"Мій рідний край, моя земля", "Дитячий дивосвіт", "На Хресний дорозі Ісуса".